# Приуральське сільське поселення (Троїцько-Печорський район)
Приура́льське сільське поселення (рос. Приуральское сельское поселение) — муніципальне утворення у складі Троїцько-Печорського району Республіки Комі, Росія. Адміністративний центр — селище Приуральський.
2008 року було ліквідовано присілок Антон.

## Населення
Населення — 507 осіб (2017, 648 у 2010, 823 у 2002, 1261 у 1989).

## Склад
До складу поселення входять такі населені пункти:
| Населений пункт       | Населення, осіб (1989) | Населення, осіб (2002) | Населення, осіб (2010) |
| --------------------- | ---------------------- | ---------------------- | ---------------------- |
| Антон, присілок       | -                      | 6                      | -                      |
| Єремеєво, присілок    | 271                    | 224                    | 198                    |
| Приуральський, селище | 990                    | 593                    | 450                    |